# Визенбург
Визенбург (на немски: Wiesenburg, Wiesenburg/Mark) е община (Gemeinde) в район Потсдам-Мителмарк в Бранденбург, Германия с 4420 жители (към 31 декември 2015). Създава се през 2001 г. от сливането на 14 общини. Няма герб.
Визенбург е споменат за пръв път в документ през 1161 г.